# Vignola (Emilia-Romagna)
Vignola (deutsch veraltet Walzburg) ist eine italienische Gemeinde mit 25.999 Einwohnern (Stand 31. Dezember 2023) in der Provinz Modena. Hier hat die Unione Terre di Castelli (Vereinigung der Länder der Burgen) ihren Sitz.

## Wirtschaft
Noch teilweise stark landwirtschaftlich geprägt, ist die Wirtschaft Vignolas an den Obstanbau (Kirschen, Pflaumen …) und deren Vermarktung und Verarbeitung gebunden. Überregional bekannt ist die Kirsche aus Vignola, die „Mora di Vignola“ (Dunkelrote von Vignola).
Bedeutend ist auch die Maschinenindustrie und das Dienstleistungsgewerbe.

## Verkehr
Vignola liegt an der Bahnstrecke Casalecchio–Vignola sowie an der ehemaligen Bahnstrecke Modena–Vignola.

## Sehenswertes
- Museo Civico di Vignola (Städtisches Museum)
- Rocca di Vignola (Die Burg)
- Palazzo dei Contrari (Palast der „Gegner“)
- Palazzo Boncompagni (oder Palazzo Barozzi)
- Torre Galvani e giardino pensile (Turm Galvani mit hängendem Garten)

## Feste
Zur Zeit der Kirschblüte (März – April) wird jedes Jahr ein ihr gewidmetes Fest ausgerichtet, die Festa dei ciliegi in fiore: durch die Stadt ziehen mit Blumen verzierte Wagen, aus denen auf die Zuschauer Blumen und Süßigkeiten geworfen werden.
Einige Wochen nach der Blütezeit (erstes Wochenende im Juni) beginnt die Ausstellung „Vignola è tempo di ciliegie“ (Vignola, die Zeit der Kirschen), eine Feier für die typische Frucht von Vignola.

## Partnerstädte
Es bestehen folgende Partnerschaften:
- Barbezieux-Saint-Hilaire in der Region Nouvelle-Aquitaine (Frankreich), seit 1982
- Witzenhausen in Hessen, seit 1995, ebenfalls wichtiges Anbaugebiet für Kirschen
- Angol (Chile), seit 1998

Freundschaftliche Beziehungen bestehen mit Westhoffen im Elsass (Frankreich), Pinzolo im Trentino und Sant’Oreste bei Rom (Italien), mit Jablonec nad Nisou (Tschechien), Zabrze in Schlesien und Opole (Polen).

## Söhne und Töchter der Stadt
- Giacomo Barozzi da Vignola (1507–1573), Architekt des Manierismus
- Laura Garavini (* 1966), Politikerin
- Ludovico Antonio Muratori (1672–1750), Historiker, Bibliothekar und Theologe
- Francesco Selmi (1817–1881), Chemiker
- Gianni Zanasi (* 1965), Drehbuchautor und Filmregisseur